# Cyperus zollingerioides
Cyperus zollingerioides är en halvgräsart som beskrevs av Charles Baron Clarke. Cyperus zollingerioides ingår i släktet papyrusar, och familjen halvgräs. Inga underarter finns listade i Catalogue of Life.